# Liubov Timoféieva
Liubov Timoféieva   (Buguruslan, 7 de març de 1951) Liubov Boríssovna Timoféieva en rus: Любовь Борисовна Тимофеева, és una pianista russa.

## Biografia
Liubov Timoféieva va entrar a l'Escola Central de Música de Moscou als set anys. Després, als catorze anys, va ser admesa al Conservatori de Moscou on va estudiar piano amb Iàkov Zak, fins a la seva graduació el 1973. Mentrestant, va participar i va guanyar el concurs de Praga de 1966; el 1968 va guanyar el tercer premi al concurs de Montreal i l'any següent el concurs Marguerite Long a París.
Des de 1991, Timoféieva ha treballat a Croàcia, Japó (Yokohama) i França.

## Discografia
Des de 1973, Timoféieva ha gravat per a Melodiya, Deutsche Grammophon, Ariola, Victor i Voice of Lyrics més de 40 CD dedicats als clàssics russos com Glinka, Arenski, Txaikovski, Rakhmàninov, Prokófiev i Sxedrin, als clàssics vienesos com Mozart, Haydn (amb una integral de les seves sonates) i Beethoven i als grans romàntics com Chopin i Mendelssohn.
Piano
- Bonis, Obres per a piano (1998, Voice of Lyrics VOLC341)
- Chopin, Estudis (1985, Melodiya)
- Chopin, Estudis (1998, Voice of Lyrics)
- Farrenc i Agathe Backer-Grøndahl, Obres per a piano (1999, Voice of Lyrics)
- Haydn, Sonates per a piano (1981, LP Melodiya)
- Haydn, Sonates 19, 21, 22, 43, 45 (Olympia)
- Tailleferre, Peces per a piano (1996, Voice of Lyrics)

Música de cambra
- Glinka, Trio patètic, amb Vladimir Sokolov, clarinet, i Serguei Krasavin, fagot (1981, Le Chant du Monde/Harmonia Mundi)
- Glinka, Sonata per a viola (trans. per a clarinet), amb Vladimir Sokolov, clarinet (1982, LP Melodiya)
- Prokòfiev, Sonata per a violoncel i piano, op. 119, amb Igor Gavrish, violoncel (1978, LP Melodiya S10-08677/78)
- Txaikovski, Trio op. 50, amb Maxim Fedotov, violí i Kirill Rodin, violoncel (1990, Le Chant du Monde)

Música de concert
- Arenski, Fantasia sobre temes de Ryabinin, Op. 48 per a piano i orquestra - Orquestra Simfònica de l'URSS, dir. Ievguni Svetlànov (1987, LP Melodiya)
- Weber, Konzertstück, Op. 79 ; Haydn, Concert en re major - Orquestra del Teatre Bolxoi, dir. Fuat Mansurov (LP Melodiya)